# Strain (Manga)
Strain (jap. ストレイン, sutorain) ist eine Manga-Serie des japanischen Autors Buronson und des Zeichners Ryōichi Ikegami, die ab 1996 in Japan erschien. Der Seinen-Manga umfasst über 1.000 Seiten und handelt von der Selbstfindung eines Auftragsmörders anhand seiner Familiengeschichte.

## Handlung
Der Japaner Mayo lebt als Auftragsmörder in Malaysia und tötet schon für fünf malaysische Dollar. Eines Tages wird er über seinen Kontaktmann Sai von einem chinesisch-malaysischen Syndikat zum Mord an der Mutter einer Prostituierten beauftragt. Doch deren Tochter Shion bringt Mayo dazu, ihre Mutter leben zu lassen, indem sie ihm dafür ihre Unschuld und zehn Dollar gibt, für die er nun gegen das Syndikat arbeitet. Dieses schickt eine Gruppe korrupter Polizisten, die aber von Mayo besiegt werden können. Nun will Sai selbst Shions Mutter töten, doch stirbt sie kurz zuvor an einer schweren Krankheit. Shion zieht zu Mayo, bei dem sie fortan lebt. 
Mayo ist der jüngere Bruder von Shunichiro, dem Kopf eines japanischen Ölkonzerns Kusaka, der in den Ländern Südostasiens nach Öl sucht. Außerdem hat Mayo bereits eine Geliebte, die Prostituierte Kyoko, eine Mama-san in Malaysia, die für Kusaka arbeitet. Bald wird Mayo wegen Drogenhandels gesucht, woraufhin Kyoko ihm Hilfe anbietet, wenn er heimlich gegen Kusaka arbeitet. 

## Veröffentlichungen
Von 1996 bis 1998 wurde die Reihe im Magazin Big Comic Superior des Verlags Shōgakukan veröffentlicht. Die Kapitel erschienen auch gesammelt in fünf Tankōbon.
Der Manga erschien auf Englisch bei Viz Media und auf Französisch bei SEEBD im Label Akuma. In Deutschland erschien die Reihe von 2008 bis 2009 in fünf Bänden bei Schreiber & Leser.

## Rezeption
Patrick Macias zeigte sich im Vergleich zu Crying Freeman, einer anderen Zusammenarbeit zwischen Ikegami und Buronson, enttäuscht von Strain: Die Geschichte fange nie an, warm zu werden, und Ikegamis Zeichnungen fehle es an Abwechslung und Detailreichtum. In der deutschen Funime wird der realistische Stil hervorgehoben, „keine zu großen Gliedmaßen oder übertrieben wirkende Augen, gerade Panels, fesselnde Figuren und viele saubere Speedlines“. Auch die enthaltene Erotik und Gewalt wirke nie störend, sondern sei stets der Situation der Handlung angepasst. Die „sehr ernste und realistische Story“ ohne „Slapstick oder ein zuckersüßes Maskottchen, das der Handlung Aufschwung geben muss“, gefalle nur einem eher erwachsenen Publikum.